# Adamanthea
Adamanthea var en nymf i grekisk mytologi.
Kronos hade för vana att äta sina barn. När hans maka Rhea gav honom en sten att äta för att rädda livet på deras nyfödde son Zeus, var det Adamanthea som fick ta hand om Zeus.